# Xã Barnett, Quận DeWitt, Illinois
Xã Barnett (tiếng Anh: Barnett Township) là một xã thuộc quận DeWitt, tiểu bang Illinois, Hoa Kỳ. Năm 2010, dân số của xã này là 406 người.